# Vladímir Golóyev
Vladímir Estafievich Golóyev (en osetio: Владимир Голоты; en ruso: Владимир Естафьевич Голоев; Salbieri, 6 de noviembre de 1910 - Tsjinvali, 25 de mayo de 1975) fue un poeta, escritor y dramaturgo soviético de Osetia del Sur, director de la editorial Tsjinvali.

## Biografía
Nació el 6 de noviembre de 1910 en el seno de una familia campesina de Salbieri y posteriormente su familia se trasladó a Tiflis, donde su padre consiguió trabajo en una estación de tren. En 1916, su padre falleció y Golóyev regresó a su pueblo natal con su madre. Debido a la difícil situación económica de la familia, se vio obligado a dedicarse al pastoreo. En 1924, cursó la primaria en su pueblo natal y en 1927, ingresó en un curso de pedagogía de dos años, tras lo cual impartió clases en su pueblo natal. A partir de entonces, se convirtió en corresponsal rural de la Krestyanskaya Gazeta. En 1931, se trasladó a Moscú, donde fue aceptado como corresponsal de la redacción y, a partir de ese mismo año, comenzó a estudiar en los Cursos Superiores de Periodismo del Comité Central del Partido Comunista de la Unión Soviética. Durante su trabajo en la Krestyanskaya Gazeta, realizó numerosos viajes de negocios por toda la Unión Soviética y publicó sus reportajes en las páginas del periódico.
En 1935 regresó a Osetia del Sur, donde ocupó diversos cargos en la prensa escrita y la radiodifusión, nombrado jefe del departamento rural del consejo editorial del periódico Kommunist. En 1937, fue nombrado editor del periódico del distrito de Leningor. De 1944 a 1949, dirigió el comité de radiodifusión de Osetia del Sur y editor del periódico regional Kommunist. Posteriormente, durante muchos años, dirigió la editorial de libros de Tsjinvali, siendo también editor del periódico Dzau y miembro del consejo editorial de la revista literaria Fidiuæg. Escribió artículos para el periódico Kommunist y el periódico georgiano Zarya Vostoka.
El 11 de febrero de 1959, en la conferencia regional de periodistas de Osetia del Sur, fue elegido secretario ejecutivo.
Falleció en 1975 en Tsjinvali.

## Obras
Publicó su primer relato, Собственность, en la revista Nuestros Logros, cuyo editor jefe era Máximo Gorki. Su obra literaria más extensa y famosa fue la novela corta Хæсты тымыгъы (En las tormentas de la guerra). En 1952, publicó su primera colección de relatos, Ног хур (nuevo Sol).